# Бёрне, Людвиг
Карл Людвиг Бёрне (нем. Karl Ludwig Börne, наст. имя Иуда Лейб Барух, нем. Juda Löb Baruch; 6 мая 1786, Франкфурт-на-Майне, еврейское гетто — 12 февраля 1837, Париж) — немецкий публицист и писатель, поборник эмансипации евреев.

## Биография
Карл Людвиг Бёрне происходил из знаменитой франкфуртской семьи банкиров, сын Якова Баруха, президента (Baumeister) франкфуртской еврейской общины. Детство провёл во франкфуртском гетто. С 1803 года изучал право в Галле и Гейдельберге. В 1808 году получил степень доктора в Гисенском университете.
В 1818 году Бёрне перешёл в лютеранство и принял имя Людвиг. При этом им руководили не религиозные убеждения, а желание получить доступ к более широкой общественной деятельности. В том же году он основал журнал «Ди ваге».
Бёрне — один из создателей жанра фельетона. Его фельетоны, в которых он бичевал бюрократические учреждения Франкфурта, вскоре вызвали недовольство политических властей, и в 1821 году ему пришлось отказаться от редактирования журнала.
В 1830 году из-за постоянных препятствий, чинимых франкфуртской полицией, Карл Людвиг Бёрне вынужден был переехать в Париж, где считался признанным лидером политической эмиграции.
Еврейский вопрос всегда занимал Бёрне. По его мнению, самым существенным вкладом еврейства в мировую цивилизацию было то, что оно породило высокие идеалы христианства. С возникновением последнего евреи перестали существовать как нация, и ныне их миссия состоит в осуществлении идей космополитизма, в том, чтобы подать всему человечеству пример вненационального существования. Бёрне считается наиболее значительным после Генриха Гейне немецким писателем-евреем XIX века.
В 1843 году соотечественниками писателя был воздвигнут на парижском кладбище Пер-Лашез прекрасный памятник работы скульптора Давида, а в 1877 году такой же был установлен в родном городе Карла Людвига Бёрне. В 1852 году в честь Людвига Бёрне немецкие колонисты назвали созданное ими поселение в Техасе — Берне (ныне город и окружной центр).